# Teemu Wirkkala
Teemu Wirkkala (ur. 14 stycznia 1984) – fiński lekkoatleta specjalizujący się w rzucie oszczepem.
Podczas olimpijskiego konkursu na Stadionie Narodowym w Pekinie z wynikiem 83,46 m zajął 5. miejsce. Swoją międzynarodową karierę rozpoczynał od zdobycia złotych medali na mistrzostwach świata juniorów młodszych w 2001 oraz na
mistrzostwach Europy juniorów w 2003. Czterokrotny medalista mistrzostw Finlandii (1 medal złoty – 2009, 1 srebrny – 2010 i 2 brązowe – 2007, 2013).
Rekord życiowy: 87,23 (22 lipca 2009, Joensuu).

## Osiągnięcia
| Rok  | Impreza                               | Miejsce   | Lokata            | Wynik |
| ---- | ------------------------------------- | --------- | ----------------- | ----- |
| 2001 | Mistrzostwa świata juniorów młodszych | Debreczyn | 1. miejsce        | 76,18 |
| 2002 | Mistrzostwa świata juniorów           | Kingston  | 7. miejsce        | 70,98 |
| 2003 | Mistrzostwa Europy juniorów           | Tampere   | 1. miejsce        | 79,90 |
| 2004 | Zimowy puchar Europy w rzutach        | Marsa     | 3. miejsce        | 80,87 |
| 2005 | Młodzieżowe mistrzostwa Europy        | Erfurt    | 5. miejsce        | 75,25 |
| 2006 | Mistrzostwa Europy                    | Göteborg  | el. – 13. miejsce | 79,05 |
| 2007 | Mistrzostwa świata                    | Osaka     | 12. miejsce       | 82,10 |
| 2007 | Światowy finał lekkoatletyczny        | Stuttgart | 4. miejsce        | 80,20 |
| 2008 | Igrzyska olimpijskie                  | Pekin     | 5. miejsce        | 83,46 |
| 2009 | Mistrzostwa świata                    | Berlin    | 9. miejsce        | 79,82 |
| 2010 | Mistrzostwa Europy                    | Barcelona | 5. miejsce        | 81,76 |
| 2012 | Mistrzostwa Europy                    | Helsinki  | el. – 14. miejsce | NM    |
| 2013 | Mistrzostwa świata                    | Moskwa    | el. – 16. miejsce | 79,50 |